# كلوروبكرين
كلوروبكرين هو اسم دارج لمركب كيميائي صيغته الهيكلية الكيميائية Cl3CNO2، وهو غير قابل للذوبان في الماء، يقبل الامتزاج مع البنزين والكحول المطلق وثنائي كبريتيد الكربون يستخدم حاليًا مضاداً للميكروبات واسعة الطيف ومبيداً للفطريات وضمن مبيدات الأعشاب ومبيدات الحشرات ومبيدات النيماتودا. اكتشفه الكيميائي الإسكتلندي جون ستينهاوس سنة 1848.

## الخواص
الصيغة الكيميائية للكلوروبيكرين هي CCl3NO2 ووزنه الجزيئي 164.38 جرام / مول. الكلوروبكرين النقي سائل عديم اللون، ودرجة غليانه 112 درجة مئوية. الكلوروبكرين قابل للذوبان في الماء بشكل ضئيل مع قابلية الذوبان 2000 ملغم / لتر عند 25 درجة مئوية. يُقدَّر معامل تفريق الأوكتانول-الماء (K ow) للكلوروبكرين بحوالي 269. معامل امتصاص التربة (K oc ؛ المقيس لمحتوى التربة من المواد العضوية) هو 25 سم 3 / ز.

## استخدامات
صنع الكلوروبكرين لاستخدامه كغاز سام في الحرب العالمية الأولى. أما في الزراعة، فيتم حقن الكلوروبكرين في التربة قبل زراعة المحصول من أجل تعقيم التربة بالبخار. يؤثر الكلوروبكرين على مجموعة واسعة من الفطريات والميكروبات والحشرات. ويستخدم بشكل شائع كعلاج قائم بذاته أو في تركيبة / تركيبة مشتركة مع بروميد الميثيل و 1,3-ديكلوروبروبين. يستخدم الكلوروبكرين كمؤشر وطارد عند تبخير مساكن الحشرات بفلوريد السلفوريل وهو غاز عديم الرائحة. طريقة عمل الكلوروبيكرين غير معروفة (IRAC MoA 8B). قد يحفز الكلوروبكرين إنبات الحشائش، وهو ما يمكن أن يكون مفيدًا عندما يتبعه سريعًا مبيد أعشاب أكثر فعالية.

## الأمان
تصنف وكالة حماية البيئة الأمريكية الكلوروبكرين كمبيد للآفات مقيد الاستخدام. نظرًا لسميته التي قد تؤدي إلى الإصابة بمرض السرطان، ويقتصر توزيع واستخدام الكلوروبكرين فقط على المهنيين المرخصين والمزارعين المعتمدين بشكل خاص الذين تم تدريبهم على الاستخدام السليم والآمن. في الولايات المتحدة،

### الزراعة
في عام 2008، أعادت وكالة حماية البيئة الأمريكية الموافقة على الكلوروبكرين باعتباره آمنًا للاستخدام في البيئات الزراعية، مشيرة إلى أن العلاجات «يمكن أن توفر فوائد لكل من مستهلكي الأغذية والمزارعين. بالنسبة للمستهلكين، فهذا يعني أن المزيد من الفواكه والخضروات الطازجة يمكن إنتاجها محليًا بتكلفة زهيدة على مدار العام لأن العديد من مشاكل الآفات الشديدة يمكن السيطرة عليها بكفاءة.»  لضمان استخدام الكلوروبكرين بأمان، تتطلب وكالة حماية البيئة (EPA) مجموعة صارمة من وسائل الحماية للمتعاملين والعاملين والأشخاص الذين يعيشون ويعملون في الأراضي الزراعية وحولها أثناء العلاج. تمت زيادة حماية وكالة حماية البيئة في كل من عامي 2011 و 2012، مما أدى إلى تقليل التعرض للدخان وتحسين السلامة بشكل كبير. تشمل الحماية تدريب المطبقين المعتمدين الذين يشرفون على تطبيق مبيدات الآفات، واستخدام المناطق العازلة، والنشر قبل وأثناء تطبيق مبيدات الآفات، وخطط إدارة التبخير، والمساعدة على الامتثال وتدابير الضمان.
يستخدم الكلوروبيكرين كإجراء لمعالجة التربة قبل الزراعة، ويقمع الفطريات المسببة للأمراض التي تنتقل عن طريق التربة وبعض الديدان الخيطية والحشرات. وفقًا لمصنعي الكلوروبكرين، مع عمر النصف من ساعات إلى أيام، يتم هضمه تمامًا بواسطة كائنات التربة قبل زراعة المحصول، مما يجعله آمنًا وفعالًا. خلافًا للاعتقاد الشائع، لا يقوم الكلوروبكرين بتعقيم التربة ولا يستنفد طبقة الأوزون، حيث يتم تدمير المركب بواسطة أشعة الشمس. بالإضافة إلى ذلك، لم يتم العثور على الكلوروبكرين مطلقًا في المياه الجوفية، نظرًا لانخفاض قابليته للذوبان.

#### كاليفورنيا
في ولاية كاليفورنيا، أدت تجربة التأثيرات الحادة للكلوروبكرين عند استخدامه كمبخر للتربة للفراولة والمحاصيل الأخرى إلى إصدار اللوائح في يناير 2015 لإنشاء مناطق عازلة واحتياطات أخرى لتقليل تعرض عمال المزارع والجيران والمارة.

### التركيزات العالية

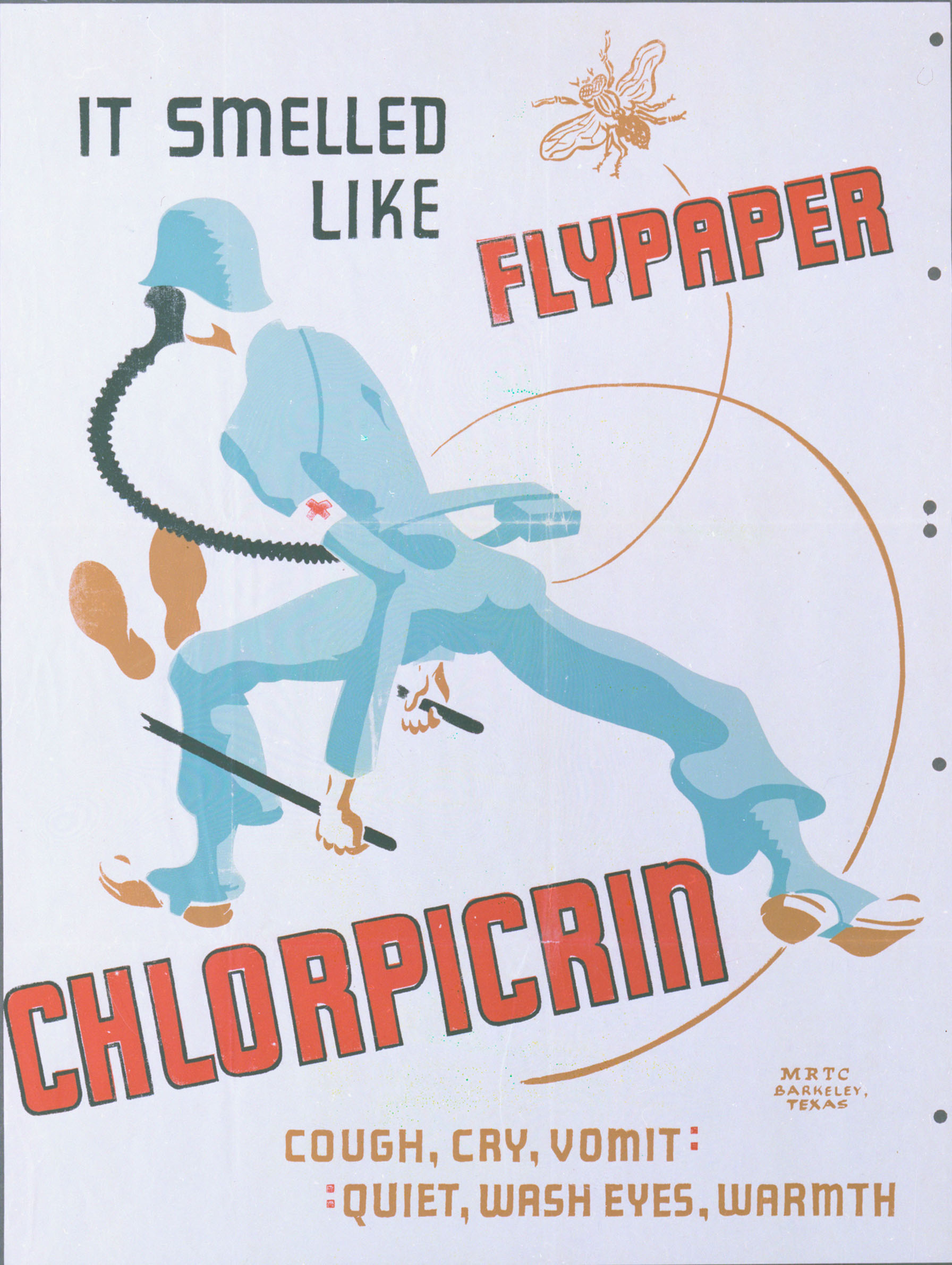
"الكلوربيكرين، رائحته مثل صائدة الذباب" فن تحديد الغاز

الكلوروبكرين ضار بالبشر. يمكن امتصاصه بشكل جهازي من خلال الاستنشاق والابتلاع والجلد. في التركيزات العالية يسبب تهيج شديد للرئتين والعينين والجلد. في الحرب العالمية الأولى، استخدمت القوات الألمانية الكلوروبكرين المركز ضد قوات الحلفاء كغاز مسيل للدموع. على الرغم من أنها ليست قاتلة مثل الأسلحة الكيميائية الأخرى، إلا أنها تسببت في القيء وأجبرت جنود الحلفاء على إزالة أقنعة هم للتقيؤ، وتعريضهم لغازات كيميائية أخرى أكثر سمية تم استخدامها كأسلحة خلال الحرب.